# Hammacerinae
Hammacerinae – podrodzina pluskwiaków z podrzędu różnoskrzydłych i rodziny zajadkowatych.
Takson ten został wprowadzony jako podrodzina w 1859 roku przez Carla Ståla, a jego rodzajem typowym ustanowiony rodzaj Hammacerus, zsynonimizowany potem z rodzajem Homalocoris.
Zajadkowate z tej podrodziny charakteryzują się, podobnie jak Centrocnemidinae, widocznym podziałem kłujki (wargi dolnej) na cztery segmenty oddzielone błoną. Hammacerinae wyróżniają się od Centrocnemidinae wtórnym podziałem nóżki (2 człon) czułka na 4 do 36 pseudosegmentów oraz zaokrąglonymi kątami barkowymi przedplecza. Głowę mają silnie wyciągniętą ku przodowi, za oczami złożonymi niezwężoną ani niewydłużoną. Zakrywka półpokryw z dwiema zamkniętymi komórkami. W fossa spongiosa wyposażone są odnóża przedniej oraz środkowej pary.
Pluskwiaki te zasiedlają nearktyczną i krainę neotropikalną, w tym obie Ameryki. Spotykane są po spodniej stronie leżących kłód.
Podrodzina ta obejmuje 18 lub 19 opisanych gatunków zgrupowanych w dwa rodzaje:
- Homalocoris Perty, 1833
- Microtomus Illiger, 1807